# Liste der Kellergassen in Inzersdorf-Getzersdorf
Die Liste der Kellergassen in Inzersdorf-Getzersdorf führt die Kellergassen in der niederösterreichischen Gemeinde Inzersdorf-Getzersdorf an.
| Foto |                 | Kellergasse              | Standort                                          | Beschreibung |
| ---- | --------------- | ------------------------ | ------------------------------------------------- | --- |
| BW   | Datei hochladen | Kellerweg (Getzersdorf)  | KG: Getzersdorf Standort                          | Am südwestlichen Ortsrand befinden sich einige wenige Keller an einer Geländekante und in einem Graben. |
| ja   | Datei hochladen | Kellergasse (Inzersdorf) | KG: Inzersdorf ob der Traisen, Anzenberg Standort | Die beidseitige Einzelkellergasse liegt in einem Graben an der Grenze der Katastralgemeinden, ursprünglich südlich außerhalb von Inzersdorf, heute am Rand einer neueren Siedlung. Sie besteht aus 24 überwiegend traufständigen Gebäuden, fast die Hälfte davon erneuerungsbedürftig, auf 450 Metern Länge. |
| BW   | Datei hochladen | Hintaus (Inzersdorf)     | KG: Inzersdorf ob der Traisen Standort            | Die einseitige Einzelkellergasse liegt in Hanglage im nördlichen Hintaus. Sie umfasst auf 250 Metern Länge 14 Gebäude, darunter aber auch zwei Scheunen. Die Keller sind überwiegend traufständig, aber die Hälfte erneuerungsbedürftig oder desolat. Die älteste Datierung stammt von 1834.                 |
| BW   | Datei hochladen | Jakobsweg (Walpersdorf)  | KG: Walpersdorf Standort                          | Am südwestlichen Ortsrand befinden sich einige Keller in zwei Hohlwegen. |

| Foto:                    | Fotografie der Kellergasse (Gesamtheit). Klicken des Fotos erzeugt eine vergrößerte Ansicht. Daneben finden sich zwei Symbole: \| Weitere Bilder vorhanden \| Das Symbol bedeutet, dass weitere Fotos des Objekts verfügbar sind. Durch Klicken des Symbols werden sie angezeigt. \| \| Eigenes Foto hochladen \| Durch Klicken des Symbols können weitere Fotos des Objekts in das Medienarchiv Wikimedia Commons hochgeladen werden. \| |
| Name:                    | Bezeichnung der Kellergasse |
| Standort:                | Es ist die Katastralgemeinde (KG) angegeben. Durch Aufruf des Links Standort wird die Lage der Kellergasse in verschiedenen Kartenprojekten angezeigt. |
| Beschreibung             | Kurze Beschreibung der Kellergasse |
| Weitere Bilder vorhanden | Das Symbol bedeutet, dass weitere Fotos des Objekts verfügbar sind. Durch Klicken des Symbols werden sie angezeigt. |
| Eigenes Foto hochladen   | Durch Klicken des Symbols können weitere Fotos des Objekts in das Medienarchiv Wikimedia Commons hochgeladen werden. |